# ماری-هلن پرمونت
ماری-هلن پرمونت (انگلیسی: Marie-Hélène Prémont؛ زادهٔ ۲۴ اکتبر ۱۹۷۷) دوچرخه‌سوار سابق زن اهل کانادا است.
وی در مسابقات کشوری و بین‌المللی در مجموع برندهٔ ۱ مدال طلا، ۱ مدال نقره، ۱ مدال برنز شده‌است.